# Слив
Слив (ијек. слијев) или басен је назив за територију са које све воде отичу према неком мору, океану или језеру. Граница два слива назива се развође а у географском смислу вододелницу чини неко брдо, гребен или планина. Вододелница је линија која спаја највише тачке на развођу. Слив се састоји од више речних сливова. Речна развођа могу бити главна и споредна. Главна развођа одвајају сливове великих река, а споредна сливове притока (првог, другог, трећег реда итд.). У свету постоји велики број сливова различите површине и количине воде која њима отиче. Највећа количина воде (око 47% свих текућих вода) отиче у Атлантски океан. 
Могу се издвојити сливови океана, мора, језера и река. У хидрологији F²¹ означава површину слива изражену у km², а на картама се мери помоћу планиметра. Стварни хидрогеолошки слив се у крашким теренима често не поклапа са топографском површином неке реке или језера. Карактеристике речног слива у знатној мери утичу на режим реке и водни биланс њеног слива. 

## Карактеристике слива
Карактеристике речног слива веома су значајне за режим реке и водни биланс њеног слива. 
1. Површина слива (F) – Количина воде која отекне реком сразмерна је површини слива. Зато реке великих сливова располажу огромном количином воде (Амазон на ушћу око 220000 m³/s). Изузетак представљају веће пустињске реке које воду губе испаравањем, понирањем у песак или наводњавањем (Нил, Тарим, Колорадо...)
2. Дужина слива (Ls), одређује се на два начина, у зависности од облика слива. За сливове попут елипсе правоуглог или кружног облика дужина се одређује према дужини праве која спаја реку од извора до ушћа са продужетком до развођа. За сливове неправилних контура дужина се одређује према дужини медијане која се на карти црта помоћу целулоидног шаблона састављеног од низа концентричних кругова са малим простором у центру који служи за стављање оловке. Поклапајући исте кругове са линијом вододелнице од извора до ушћа одређује се низ тачака подједнако удаљених од супротних вододелница.
3. Просечна ширина слива (Bm) се одређује дељењем површине слива (F) са његовом дужином (L): {\displaystyle B_{m}={\frac {F}{L_{s}}}} . Од великог је хидролошког значаја.
4. Коефицијент асиметрије слива (kₐ) одређује се формулом {\displaystyle k_{a}=\left({\frac {F_{1}-F_{d}}{F}}\right)\div 2}, а може се добити и простије деобом дела слива веће површине са оним мање површине {\displaystyle k_{a}={\frac {F_{1}}{F_{d}}}} или {\displaystyle k_{a}={\frac {F_{d}}{F_{1}}}}. Значајан је чинилац у хидрологији, посебно за сливове великих река код којих постоје разлике у количини воде која у њих доспе па се јављају и велике разлике у количини воде која доспе до главног водотока.
5. Коефицијент пуноће слива (kp) показује колико је слив развијен и што је већи, већи су и поплавни таласи на реци. Добија се формулом {\displaystyle k_{p}={\frac {F}{{L_{s}}^{2}}}<1} .
6. Просечан пад речног слива (iF) утиче на брзину површинског отицања падавина до сталних водотока у сливу.
7. Коефицијент пошумљености утиче на уједначеније отицање падавина у речни слив и тиме смањује промене водостаја

## Типизација облика речних сливова
Б. А. Аполов и Н. В. Котловаја сматрају да се сви сливови могу сврстати у неку од следећих група:
- реке са највећом ширином слива у средњем току;
- реке са највећом ширином слива у горњем току;
- реке са највећом ширином слива у доњем току;
- реке са дугачким и скоро подједнако широким сливом;
- реке са суженим сливовима у средњем току.

Типизација облика речних сливова се врши помоћу изолинија које деле слив на једнаке делове дужином медијане слива.